# Nikolai Stepànovitx Txernikh
Nikolai Stepànovitx Txernikh rus: Николай Степанович Черны́х (6 d'octubre de 1931, Úsman, Óblast Central de la Terra Negra, actual Óblast de Lípetsk - 26 de maig del 2004, óblast de Vorónej)- fou un astrònom rus i soviètic, especialista en el camp de l'astrometria i la dinàmica de cossos petits del sistema solar, doctor en ciències físiques i matemàtiques.

## Biografia
Nasqué el 6 d'octubre de 1931 a la ciutat d'Úsman (actualment Óblast de Lípetsk) en la família d'un mecànic. El 1941, la família canvià de residència i es va instal·lar al poble de Xeragul, districte de Tulunski de l'óblast d'Irkutsk. Després de l'escola, va ser reclutat a l'exèrcit, després d'un servei en el qual, el 1954, va ingressar a l'Institut Pedagògic de la Universitat Estatal d'Irkutsk. Durant els exàmens d'admissió va conèixer Liudmila Txernikh, que es va convertir el 1957 la seva esposa. Tota llur vida posterior van treballar junts.
Quan encara era estudiant, Txernikh es va convertir en empleat del Laboratori del temps i freqüència d'Irkutsk de l''Institut Central d'Investigació de mesuraments físics i tècnics i més tard combinà el seu treball amb els estudis a l'institut. El laboratori va realitzar observacions astromètriques d'estrelles i va participar en el desenvolupament de noves eines per al laboratori - l'astrolabi prismàtic de Danjon.
El 1961 es va inscriure a la universitat Institut d'Astronomia Teòrica (ITA) a Leningrad. El setembre del 1963 va ser enviat a l'Observatori Astrofísic de Crimea i admès com a assistent d'investigació. Posteriorment, va ocupar successivament els càrrecs d'investigador sènior i investigador en cap.
El 1999 va defensar la seva tesi de grau de Doctor en Ciències Físiques i Matemàtiques

## Activitat científica
El 1964, per iniciativa conjunta de Nikolai Txernikh i Liudmila Txernikh, a l'Institut d'Astronomia Teòrica es va crear el «Grup de Crimea», el propòsit del qual era trobar asteroides des de l'Observatori Astrofísic de Crimea. Com a cap de grup es va designar Liudmila Txernikh, i per ocupar.el càrrec de director científic i metodològic del grup es va triar Nikolai Txernikh. L'equip de treball es va mantenir fins que va morir l'any 2004. Durant molts anys el «Grup de Crimea» va ser líder mundial en nombre d'observacions d'asteroides.
Durant el seu treball amb el "Grup de Crimea", Nikolai Txernikh va descobrir en solitari 537 nous asteroides, i en grup van ser descoberts un total de més de 1200 En el rànquing dels descobridors de planetes menors, que té en compte la tasca de més de 1459 astrònoms i organitzacions astronòmiques del món, ocupa el lloc número 31. Va publicar més de 200 articles científics, i fou coautor de tres monografies sobre planetes menors.
L'asteroide descobert el 27 de setembre de 1973, (6619) Kolya, per Liudmila Txernikh, va ser nomenat en honor del seu marit. L'asteroide (2325) Chernykh, descobert el 25 de setembre de 1979 per l'astrònom txecoslovac Antonín Mrkos, va ser nomenat en honor de la parella.
Nikolai Txernikh, va honrar amb el nom (2036) Sheragul la localitat on va passar els seus anys escolars, i amb el nom (2585) Irpedina l'Institut Pedagògic on es va graduar. L'asteroide (3632) Grachevka, porta el nom de la localitat d'origen dels pares de Nikolai.
Va descobrir diversos cometes, incloent els cometes periòdics 74P / Smirnova-Chernykh i 101P / Chernykh.
Va ser membre de la Unió Astronòmica Internacional (UAI) de dues comissions de la UAI, del Grup de Treball de la UAI sobre asteroides propers a la Terra i membre de la Societat Astronòmica Europea i la Societat Astronòmica Euroasiàtica.

## Asteroides descoberts
| (1796) Riga          | 16 de maig de 1966     |
| (1836) Komarov       | 26 de juliol de 1971   |
| (1907) Rudneva       | 11 de setembre de 1972 |
| (1908) Pobeda        | 11 de setembre de 1972 |
| (2004) Lexell        | 22 de setembre de 1973 |
| (2006) Polonskaya    | 22 de setembre de 1973 |
| (2036) Sheragul      | 22 de setembre de 1973 |
| (2113) Ehrdni        | 11 de setembre de 1972 |
| (2123) Vltava        | 22 de setembre de 1973 |
| (2149) Schwambraniya | 22 de març de 1977     |
| (2164) Lyalya        | 11 de setembre de 1972 |
| (2178) Kazakhstania  | 11 de setembre de 1972 |
| (2190) Coubertin     | 2 abril de 1976        |
| (2206) Gabrova       | 1 abril de 1976        |
| (2207) Antenor       | 19 d'agost de 1977     |
| (2208) Pushkin       | 22 d'agost de 1977     |
| (2222) Lermontov     | 19 de setembre de 1977 |
| (2228) Soyuz-Apollo  | 19 de juliol de 1977   |
| (2238) Steshenko     | 11 de setembre de 1972 |
| (2251) Tikhov        | 19 de setembre de 1977 |
| (2254) Requiem       | 19 d'agost de 1977     |
| (2269) Efremiana     | 2 de maig de 1976      |
| (2286) Fesenkov      | 14 de juliol de 1977   |
| (2287) Kalmykia      | 22 d'agost de 1977     |
| (2293) Guernica      | 13 de març de 1977     |
| (2294) Andronikov    | 14 d'agost de 1977     |
| (2295) Matusovskij   | 19 d'agost de 1977     |
| (2297) Daghestan     | 1 de setembre de 1978  |
| (2312) Duboshin      | 1 abril de 1976        |
| (2323) Zverev        | 24 de setembre de 1976 |
| (2338) Bokhan        | 22 d'agost de 1977     |
| (2354) Lavrov        | 9 d'agost de 1978      |
| (2361) Gogol         | 1 abril de 1976        |
| (2362) Mark Twain    | 24 de setembre de 1976 |
| (2369) Chekhov       | 4 abril de 1976        |
| (2372) Proskurin     | 13 de setembre de 1977 |
| (2376) Martynov      | 22 d'agost de 1977     |
| (2377) Shcheglov     | 31 d'agost de 1978     |
| (2388) Gase          | 13 de març de 1977     |
| (2389) Dibaj         | 19 d'agost de 1977     |
| (2394) Nadeev        | 22 de setembre de 1973 |
| (2402) Satpaev       | 31 de juliol de 1979   |
| (2408) Astapovich    | 31 d'agost de 1978     |
| (2416) Sharonov      | 31 de juliol de 1979   |
| (2420) Čiurlionis    | 3 d'octubre de 1975    |
| (2426) Simonov       | 26 de maig de 1976     |
| (2427) Kobzar        | 20 de desembre de 1976 |
| (2428) Kamenyar      | 11 de setembre de 1977 |

| (2431) Skovoroda      | 8 d'agost de 1978      |
| (2439) Ulugbek        | 21 d'agost de 1977     |
| (2450) Ioannisiani    | 1 de setembre de 1978  |
| (2458) Veniakaverin   | 11 de setembre de 1977 |
| (2473) Heyerdahl      | 12 de setembre de 1977 |
| (2476) Andersen       | 2 de maig de 1976      |
| (2477) Biryukov       | 14 d'agost de 1977     |
| (2492) Kutuzov        | 14 de juliol de 1977   |
| (2497) Kulikovskij    | 14 d'agost de 1977     |
| (2498) Tsesevich      | 23 d'agost de 1977     |
| (2506) Pirogov        | 26 d'agost de 1976     |
| (2508) Alupka         | 13 de març de 1977     |
| (2509) Chukotka       | 14 de juliol de 1977   |
| (2520) Novorossijsk   | 26 d'agost de 1976     |
| (2529) Rockwell Kent  | 21 d'agost de 1977     |
| (2553) Viljev         | 29 de març de 1979     |
| (2563) Boyarchuk      | 22 de març de 1977     |
| (2564) Kayala         | 19 d'agost de 1977     |
| (2566) Kirghizia      | 29 de març de 1979     |
| (2577) Litva          | 12 de març de 1975     |
| (2579) Spartacus      | 14 d'agost de 1977     |
| (2580) Smilevskia     | 18 d'agost de 1977     |
| (2584) Turkmenia      | 23 de març de 1979     |
| (2585) Irpedina       | 21 de juliol de 1979   |
| (2593) Buryatia       | 2 abril de 1976        |
| (2606) Odessa         | 1 abril de 1976        |
| (2607) Yakutia        | 14 de juliol de 1977   |
| (2609) Kiril-Metodi   | 9 d'agost de 1978      |
| (2610) Tuva           | 5 de setembre de 1978  |
| (2625) Jack London    | 2 de maig de 1976      |
| (2626) Belnika        | 8 d'agost de 1978      |
| (2627) Churyumov      | 8 d'agost de 1978      |
| (2644) Victor Jara    | 22 de setembre de 1973 |
| (2646) Abetti         | 13 de març de 1977     |
| (2656) Evenkia        | 25 abril de 1979       |
| (2657) Bashkiria      | 23 de setembre de 1979 |
| (2668) Tataria        | 26 d'agost de 1976     |
| (2670) Chuvashia      | 14 d'agost de 1977     |
| (2671) Abkhazia       | 21 d'agost de 1977     |
| (2700) Baikonur       | 20 de desembre de 1976 |
| (2701) Cherson        | 1 de setembre de 1978  |
| (2703) Rodari         | 29 de març de 1979     |
| (2711) Aleksandrov    | 31 d'agost de 1978     |
| (2721) Vsekhsvyatskij | 22 de setembre de 1973 |
| (2722) Abalakin       | 1 abril de 1976        |
| (2723) Gorshkov       | 31 d'agost de 1978     |
| (2724) Orlov          | 13 de setembre de 1978 |
| (2726) Kotelnikov     | 22 de setembre de 1979 |

| (2727) Paton          | 22 de setembre de 1979 |
| (2728) Yatskiv        | 22 de setembre de 1979 |
| (2734) Hašek          | 1 abril de 1976        |
| (2746) Hissao         | 22 de setembre de 1979 |
| (2758) Cordelia       | 1 de setembre de 1978  |
| (2769) Mendeléiev     | 1 abril de 1976        |
| (2770) Tsvet          | 19 de setembre de 1977 |
| (2776) Baikal         | 25 de setembre de 1976 |
| (2777) Shukshin       | 24 de setembre de 1979 |
| (2783) Chernyshevskij | 14 de setembre de 1974 |
| (2785) Sedov          | 31 d'agost de 1978     |
| (2786) Grinevia       | 6 de setembre de 1978  |
| (2787) Tovarishch     | 13 de setembre de 1978 |
| (2792) Ponomarev      | 13 de març de 1977     |
| (2793) Valdaj         | 19 d'agost de 1977     |
| (2794) Kulik          | 8 d'agost de 1978      |
| (2809) Vernadskij     | 31 d'agost de 1978     |
| (2810) Lev Tolstoj    | 13 de setembre de 1978 |
| (2832) Lada           | 6 de març de 1975      |
| (2833) Radishchev     | 9 d'agost de 1978      |
| (2836) Sobolev        | 22 de desembre de 1978 |
| (2849) Shklovskij     | 1 abril de 1976        |
| (2859) Paganini       | 5 de setembre de 1978  |
| (2862) Vavilov        | 15 de maig de 1977     |
| (2867) Šteins         | 4 de novembre de 1969  |
| (2869) Nepryadva      | 7 de setembre de 1980  |
| (2883) Barabashov     | 13 de setembre de 1978 |
| (2887) Krinov         | 22 d'agost de 1977     |
| (2910) Yoshkar-Ola    | 11 d'octubre de 1980   |
| (2915) Moskvina       | 22 d'agost de 1977     |
| (2916) Voronveliya    | 8 d'agost de 1978      |
| (2922) Dikan'ka       | 1 abril de 1976        |
| (2951) Perepadin      | 13 de setembre de 1977 |
| (2952) Lilliputia     | 22 de setembre de 1979 |
| (2953) Vysheslavia    | 24 de setembre de 1979 |
| (2966) Korsunia       | 13 de març de 1977     |
| (2967) Vladisvyat     | 19 de setembre de 1977 |
| (2968) Iliya          | 31 d'agost de 1978     |
| (2969) Mikula         | 5 de setembre de 1978  |
| (2983) Poltava        | 2 de setembre de 1981  |
| (2995) Taratuta       | 31 d'agost de 1978     |
| (3006) Livadia        | 24 de setembre de 1979 |
| (3009) Coventry       | 22 de setembre de 1973 |
| (3012) Minsk          | 27 d'agost de 1979     |
| (3013) Dobrovoleva    | 23 de setembre de 1979 |
| (3027) Shavarsh       | 8 d'agost de 1978      |
| (3038) Bernes         | 31 d'agost de 1978     |
| (3053) Dresden        | 18 d'agost de 1977     |

| (3054) Strugatskia  | 11 de setembre de 1977 |
| (3072) Vilnius      | 5 de setembre de 1978  |
| (3073) Kursk        | 24 de setembre de 1979 |
| (3084) Kondratyuk   | 19 d'agost de 1977     |
| (3094) Chukokkala   | 23 de març de 1979     |
| (3100) Zimmerman    | 13 de març de 1977     |
| (3112) Velimir      | 22 d'agost de 1977     |
| (3113) Chizhevskij  | 1 de setembre de 1978  |
| (3120) Dangrania    | 14 de setembre de 1979 |
| (3128) Obruchev     | 23 de març de 1979     |
| (3148) Grechko      | 24 de setembre de 1979 |
| (3158) Anga         | 24 de setembre de 1976 |
| (3170) Dzhanibekov  | 24 de setembre de 1979 |
| (3186) Manuilova    | 22 de setembre de 1973 |
| (3189) Penza        | 13 de setembre de 1978 |
| (3191) Svanetia     | 22 de setembre de 1979 |
| (3195) Fedchenko    | 8 d'agost de 1978      |
| (3196) Maklaj       | 1 de setembre de 1978  |
| (3204) Lindgren     | 1 de setembre de 1978  |
| (3213) Smolensk     | 14 de juliol de 1977   |
| (3224) Irkutsk      | 11 de setembre de 1977 |
| (3230) Vampilov     | 8 de juny de 1972      |
| (3233) Krišbarons   | 9 de setembre de 1977  |
| (3234) Hergiani     | 31 d'agost de 1978     |
| (3238) Timresovia   | 8 de novembre de 1975  |
| (3242) Bakhchisaraj | 22 de setembre de 1979 |
| (3246) Bidstrup     | 1 abril de 1976        |
| (3261) Tvardovskij  | 22 de setembre de 1979 |
| (3283) Skorina      | 27 d'agost de 1979     |
| (3298) Massandra    | 21 de juliol de 1979   |
| (3302) Schliemann   | 11 de setembre de 1977 |
| (3306) Byron        | 24 de setembre de 1979 |
| (3311) Podobed      | 26 d'agost de 1976     |
| (3323) Turgenev     | 22 de setembre de 1979 |
| (3348) Pokryshkin   | 6 de març de 1978      |
| (3349) Manas        | 23 de març de 1979     |
| (3358) Anikushin    | 1 de setembre de 1978  |
| (3359) Purcari      | 13 de setembre de 1978 |
| (3372) Bratijchuk   | 24 de setembre de 1976 |
| (3373) Koktebelia   | 31 d'agost de 1978     |
| (3385) Bronnina     | 24 de setembre de 1979 |
| (3399) Kobzon       | 22 de setembre de 1979 |
| (3408) Shalamov     | 18 d'agost de 1977     |
| (3409) Abramov      | 9 de setembre de 1977  |
| (3436) Ibadinov     | 24 de setembre de 1976 |
| (3444) Stepanian    | 7 de setembre de 1980  |
| (3448) Narbut       | 22 d'agost de 1977     |
| (3461) Mandelshtam  | 18 de setembre de 1977 |

| (3466) Ritina         | 6 de març de 1975      |
| (3470) Yaronika       | 6 de març de 1975      |
| (3471) Amelin         | 21 d'agost de 1977     |
| (3493) Stepanov       | 3 abril de 1976        |
| (3504) Kholshevnikov  | 3 de setembre de 1981  |
| (3517) Tatianicheva   | 24 de setembre de 1976 |
| (3518) Florena        | 18 d'agost de 1977     |
| (3535) Ditte          | 24 de setembre de 1979 |
| (3544) Borodino       | 7 de setembre de 1977  |
| (3557) Sokolsky       | 19 d'agost de 1977     |
| (3575) Anyuta         | 26 de febrer de 1984   |
| (3576) Galina         | 26 de febrer de 1984   |
| (3591) Vladimirskij   | 31 d'agost de 1978     |
| (3599) Basov          | 8 d'agost de 1978      |
| (3601) Velikhov       | 22 de setembre de 1979 |
| (3618) Kuprin         | 20 d'agost de 1979     |
| (3632) Grachevka      | 24 de setembre de 1976 |
| (3653) Klimishin      | 25 abril de 1979       |
| (3656) Hemingway      | 31 d'agost de 1978     |
| (3660) Lazarev        | 31 d'agost de 1978     |
| (3661) Dolmatovskij   | 16 d'octubre de 1979   |
| (3710) Bogoslovskij   | 13 de setembre de 1978 |
| (3723) Voznesenskij   | 1 abril de 1976        |
| (3738) Ots            | 19 d'agost de 1977     |
| (3739) Rem            | 8 de setembre de 1977  |
| (3762) Amaravella     | 26 d'agost de 1976     |
| (3787) Aivazovskij    | 11 de setembre de 1977 |
| (3799) Novgorod       | 22 de setembre de 1979 |
| (3816) Chugainov      | 8 de novembre de 1975  |
| (3818) Gorlitsa       | 20 d'agost de 1979     |
| (3835) Korolenko      | 23 de setembre de 1977 |
| (3836) Lem            | 22 de setembre de 1979 |
| (3839) Bogaevskij     | 26 de juliol de 1971   |
| (3845) Neyachenko     | 22 de setembre de 1979 |
| (3856) Lutskij        | 26 d'agost de 1976     |
| (3883) Verbano        | 7 de setembre de 1972  |
| (3884) Alferov        | 13 de març de 1977     |
| (3885) Bogorodskij    | 25 abril de 1979       |
| (3886) Shcherbakovia  | 3 de setembre de 1981  |
| (3923) Radzievskij    | 24 de setembre de 1976 |
| (3942) Churivannia    | 11 de setembre de 1977 |
| (3945) Gerasimenko    | 14 d'agost de 1982     |
| (3965) Konopleva      | 8 de novembre de 1975  |
| (3966) Cherednichenko | 24 de setembre de 1976 |
| (3986) Rozhkovskij    | 19 de setembre de 1985 |
| (4009) Drobyshevskij  | 13 de març de 1977     |
| (4010) Nikol'skij     | 21 d'agost de 1977     |
| (4011) Bakharev       | 28 de setembre de 1978 |

| (4013) Ogiria           | 21 de juliol de 1979   |
| (4014) Heizman          | 28 de setembre de 1979 |
| (4067) Mikhel'son       | 11 d'octubre de 1966   |
| (4074) Sharkov          | 22 d'octubre de 1981   |
| (4115) Peternorton      | 29 d'agost de 1982     |
| (4141) Nintanlena       | 8 d'agost de 1978      |
| (4165) Didkovskij       | 1 abril de 1976        |
| (4187) Shulnazaria      | 11 abril de 1978       |
| (4188) Kitezh           | 25 abril de 1979       |
| (4189) Sayany           | 22 de setembre de 1979 |
| (4233) Pal'chikov       | 11 de setembre de 1977 |
| (4234) Evtushenko       | 6 de maig de 1978      |
| (4236) Lidov            | 23 de març de 1979     |
| (4237) Raushenbakh      | 24 de setembre de 1979 |
| (4271) Novosibirsk      | 3 abril de 1976        |
| (4274) Karamanov        | 6 de setembre de 1980  |
| (4280) Simonenko        | 13 d'agost de 1985     |
| (4306) Dunaevskij       | 24 de setembre de 1976 |
| (4308) Magarach         | 9 d'agost de 1978      |
| (4315) Pronik           | 24 de setembre de 1979 |
| (4316) Babinkova        | 14 d'octubre de 1979   |
| (4389) Durbin           | 1 abril de 1976        |
| (4391) Balodis          | 21 d'agost de 1977     |
| (4392) Agita            | 13 de setembre de 1978 |
| (4428) Khotinok         | 18 de setembre de 1977 |
| (4429) Chinmoy          | 12 de setembre de 1978 |
| (4464) Vulcano          | 11 d'octubre de 1966   |
| (4468) Pogrebetskij     | 24 de setembre de 1976 |
| (4470) Sergeev-Censkij  | 31 d'agost de 1978     |
| (4472) Navashin         | 15 d'octubre de 1980   |
| (4480) Nikitibotania    | 24 d'agost de 1985     |
| (4515) Khrennikov       | 28 de setembre de 1973 |
| (4516) Pugovkin         | 28 de setembre de 1973 |
| (4518) Raikin           | 1 abril de 1976        |
| (4519) Voronezh         | 18 de desembre de 1976 |
| (4520) Dovzhenko        | 22 d'agost de 1977     |
| (4521) Akimov           | 29 de març de 1979     |
| (4534) Rimskij-Korsakov | 6 d'agost de 1986      |
| (4561) Lemeshev         | 13 de setembre de 1978 |
| (4592) Alkissia         | 24 de setembre de 1979 |
| (4618) Shakhovskoj      | 12 de setembre de 1977 |
| (4619) Polyakhova       | 11 de setembre de 1977 |
| (4621) Tambov           | 27 d'agost de 1979     |
| (4653) Tommaso          | 1 abril de 1976        |
| (4654) Gor'kavyj        | 11 de setembre de 1977 |
| (4655) Marjoriika       | 1 de setembre de 1978  |
| (4657) Lopez            | 22 de setembre de 1979 |
| (4658) Gavrilov         | 24 de setembre de 1979 |

| (4683) Veratar         | 1 abril de 1976        |
| (4685) Karetnikov      | 27 de setembre de 1978 |
| (4686) Maisica         | 22 de setembre de 1979 |
| (4687) Brunsandrej     | 24 de setembre de 1979 |
| (4728) Lyapidevskij    | 11 de novembre de 1979 |
| (4737) Kiladze         | 24 d'agost de 1985     |
| (4777) Aksenov         | 24 de setembre de 1976 |
| (4780) Polina          | 25 abril de 1979       |
| (4786) Tatianina       | 13 d'agost de 1985     |
| (4813) Terebizh        | 11 de setembre de 1977 |
| (4814) Casacci         | 1 de setembre de 1978  |
| (4852) Pamjones        | 15 de maig de 1977     |
| (4882) Divari          | 21 d'agost de 1977     |
| (4883) Korolirina      | 5 de setembre de 1978  |
| (4884) Bragaria        | 21 de juliol de 1979   |
| (4920) Gromov          | 8 d'agost de 1978      |
| (4935) Maslachkova     | 13 d'agost de 1985     |
| (4964) Kourovka        | 21 de juliol de 1979   |
| (4982) Bartini         | 14 d'agost de 1977     |
| (4983) Schroeteria     | 11 de setembre de 1977 |
| (4986) Osipovia        | 23 de setembre de 1979 |
| (5016) Migirenko       | 2 abril de 1976        |
| (5044) Shestaka        | 18 d'agost de 1977     |
| (5083) Irinara         | 13 de març de 1977     |
| (5084) Gnedin          | 26 de març de 1977     |
| (5085) Hippocrene      | 14 de juliol de 1977   |
| (5086) Demin           | 5 de setembre de 1978  |
| (5087) Emel'yanov      | 12 de setembre de 1978 |
| (5219) Zemka           | 2 abril de 1976        |
| (5220) Vika            | 23 de setembre de 1979 |
| (5222) Ioffe           | 11 d'octubre de 1980   |
| (5245) Maslyakov       | 1 abril de 1976        |
| (5252) Vikrymov        | 13 d'agost de 1985     |
| (5269) Paustovskij     | 28 de setembre de 1978 |
| (5302) Romanoserra     | 18 de desembre de 1976 |
| (5303) Parijskij       | 3 d'octubre de 1978    |
| (5314) Wilkickia       | 20 de setembre de 1982 |
| (5319) Petrovskaya     | 15 de setembre de 1985 |
| (5343) Ryzhov          | 23 de setembre de 1977 |
| (5344) Ryabov          | 1 de setembre de 1978  |
| (5360) Rozhdestvenskij | 8 de novembre de 1975  |
| (5411) Liia            | 2 de gener de 1973     |
| (5413) Smyslov         | 13 de març de 1977     |
| (5414) Sokolov         | 11 de setembre de 1977 |
| (5415) Lyanzuridi      | 3 d'octubre de 1978    |
| (5455) Surkov          | 13 de setembre de 1978 |
| (5456) Merman          | 25 abril de 1979       |
| (5458) Aizman          | 10 d'octubre de 1980   |

| (5543) Sharaf          | 3 d'octubre de 1978    |
| (5570) Kirsan          | 4 abril de 1976        |
| (5614) Yakovlev        | 11 de novembre de 1979 |
| (5661) Hildebrand      | 14 d'agost de 1977     |
| (5707) Shevchenko      | 2 abril de 1976        |
| (5714) Krasinsky       | 14 d'agost de 1982     |
| (5794) Irmina          | 24 de setembre de 1976 |
| (5839) GOI             | 21 de setembre de 1974 |
| (5859) Ostozhenka      | 23 de març de 1979     |
| (5887) Yauza           | 24 de setembre de 1976 |
| (5889) Mickiewicz      | 31 de març de 1979     |
| (5931) Zhvanetskij     | 1 abril de 1976        |
| (5932) Prutkov         | 1 abril de 1976        |
| (5933) Kemurdzhian     | 26 d'agost de 1976     |
| (5935) Ostankino       | 13 de març de 1977     |
| (5936) Khadzhinov      | 29 de març de 1979     |
| (5988) Gorodnitskij    | 1 abril de 1976        |
| (5989) Sorin           | 26 d'agost de 1976     |
| (5990) Panticapaeon    | 9 de març de 1977      |
| (5991) Ivavladis       | 25 abril de 1979       |
| (6075) Zajtsev         | 1 abril de 1976        |
| (6164) Gerhardmüller   | 9 de setembre de 1977  |
| (6165) Frolova         | 8 d'agost de 1978      |
| (6167) Narmanskij      | 27 d'agost de 1979     |
| (6219) Demalia         | 8 d'agost de 1978      |
| (6232) Zubitskia       | 19 de setembre de 1985 |
| (6262) Javid           | 1 de setembre de 1978  |
| (6356) Tairov          | 26 d'agost de 1976     |
| (6357) Glushko         | 24 de setembre de 1976 |
| (6358) Chertok         | 13 de gener de 1977    |
| (6359) Dubinin         | 13 de gener de 1977    |
| (6467) Prilepina       | 14 d'octubre de 1979   |
| (6536) Vysochinska     | 14 de juliol de 1977   |
| (6537) Adamovich       | 19 d'agost de 1979     |
| (6574) Gvishiani       | 26 d'agost de 1976     |
| (6575) Slavov          | 8 d'agost de 1978      |
| (6576) Kievtech        | 5 de setembre de 1978  |
| (6589) Jankovich       | 19 de setembre de 1985 |
| (6622) Matvienko       | 5 de setembre de 1978  |
| (6683) Karachentsov    | 1 abril de 1976        |
| (6684) Volodshevchenko | 19 d'agost de 1977     |
| (6685) Boitsov         | 31 d'agost de 1978     |
| (6753) Fursenko        | 14 de setembre de 1974 |
| (6811) Kashcheev       | 26 d'agost de 1976     |
| (6845) Mansurova       | 2 de maig de 1976      |
| (7002) Bronshten       | 26 de juliol de 1971   |
| (7003) Zoyamironova    | 25 de setembre de 1976 |
| (7008) Pavlov          | 23 d'agost de 1985     |

| (7046) Reshetnev     | 20 d'agost de 1977     |
| (7073) Rudbelia      | 11 de setembre de 1972 |
| (7074) Muckea        | 10 de setembre de 1977 |
| (7075) Sadovnichij   | 24 de setembre de 1979 |
| (7106) Kondakov      | 8 d'agost de 1978      |
| (7108) Nefedov       | 2 de setembre de 1981  |
| (7216) Ishkov        | 21 d'agost de 1977     |
| (7271) Doroguntsov   | 22 de setembre de 1979 |
| (7319) Katterfeld    | 24 de setembre de 1976 |
| (7322) Lavrentina    | 22 de setembre de 1979 |
| (7323) Robersomma    | 22 de setembre de 1979 |
| (7373) Stashis       | 27 d'agost de 1979     |
| (7385) Aktsynovia    | 22 d'octubre de 1981   |
| (7394) Xanthomalitia | 18 d'agost de 1985     |
| (7451) Verbitskaya   | 8 d'agost de 1978      |
| (7452) Izabelyuria   | 31 d'agost de 1978     |
| (7453) Slovtsov      | 5 de setembre de 1978  |
| (7509) Gamzatov      | 9 de març de 1977      |
| (7628) Evgenifedorov | 19 d'agost de 1977     |
| (7629) Foros         | 19 d'agost de 1977     |
| (7725) Sel'vinskij   | 11 de setembre de 1972 |
| (7727) Chepurova     | 8 de març de 1975      |
| (7729) Golovanov     | 24 d'agost de 1977     |
| (7910) Aleksola      | 1 abril de 1976        |
| (7912) Lapovok       | 8 d'agost de 1978      |
| (7924) Simbirsk      | 6 d'agost de 1986      |
| (7976) Pinigin       | 21 d'agost de 1977     |
| (7980) Senkevich     | 3 d'octubre de 1978    |
| (8062) Okhotsymskij  | 13 de març de 1977     |
| (8064) Lisitsa       | 1 de setembre de 1978  |
| (8065) Nakhodkin     | 31 de març de 1979     |
| (8141) Nikolaev      | 20 de setembre de 1982 |
| (8150) Kaluga        | 24 d'agost de 1985     |
| (8246) Kotov         | 20 d'agost de 1979     |
| (8248) Gurzuf        | 14 d'octubre de 1979   |
| (8321) Akim          | 13 de març de 1977     |
| (8322) Kononovich    | 5 de setembre de 1978  |
| (8339) Kosovichia    | 15 de setembre de 1985 |
| (8446) Tazieff       | 28 de setembre de 1973 |
| (8449) Maslovets     | 13 de març de 1977     |
| (8450) Egorov        | 19 d'agost de 1977     |
| (8451) Gaidai        | 11 de setembre de 1977 |
| (8470) Dudinskaya    | 17 de setembre de 1982 |
| (8475) Vsevoivanov   | 13 d'agost de 1985     |
| (8609) Shuvalov      | 22 d'agost de 1977     |
| (8635) Yuriosipov    | 13 d'agost de 1985     |
| (8781) Yurka         | 1 abril de 1976        |
| (8783) Gopasyuk      | 13 de març de 1977     |

| (8785) Boltwood        | 5 de setembre de 1978  |
| (8805) Petrpetrov      | 22 d'octubre de 1981   |
| (8806) Fetisov         | 22 d'octubre de 1981   |
| (8983) Rayakazakova    | 13 de març de 1977     |
| (8984) Derevyanko      | 22 d'agost de 1977     |
| (8985) Tula            | 9 d'agost de 1978      |
| (9145) Shustov         | 1 abril de 1976        |
| (9148) Boriszaitsev    | 13 de març de 1977     |
| (9155) Verkhodanov     | 18 de setembre de 1982 |
| (9263) Khariton        | 24 de setembre de 1976 |
| (9535) Plitchenko      | 22 d'octubre de 1981   |
| (9549) Akplatonov      | 19 de setembre de 1985 |
| (9717) Lyudvasilia     | 24 de setembre de 1976 |
| (9733) Valtikhonov     | 19 de setembre de 1985 |
| (9915) Potanin         | 8 de setembre de 1977  |
| (9916) Kibirev         | 3 d'octubre de 1978    |
| (9932) Kopylov         | 23 d'agost de 1985     |
| (9933) Alekseev        | 19 de setembre de 1985 |
| (10005) Chernega       | 24 de setembre de 1976 |
| (10010) Rudruna        | 9 d'agost de 1978      |
| (10011) Avidzba        | 31 d'agost de 1978     |
| (10012) Tmutarakania   | 3 de setembre de 1978  |
| (10022) Zubov          | 22 de setembre de 1979 |
| (10263) Vadimsimona    | 24 de setembre de 1976 |
| (10264) Marov          | 8 d'agost de 1978      |
| (10269) Tusi           | 24 de setembre de 1979 |
| (10452) Zuev           | 25 de setembre de 1976 |
| (10456) Anechka        | 8 d'agost de 1978      |
| (10457) Suminov        | 31 d'agost de 1978     |
| (10481) Esipov         | 23 d'agost de 1982     |
| (10670) Seminozhenko   | 14 d'agost de 1977     |
| (10671) Mazurova       | 11 de setembre de 1977 |
| (10672) Kostyukova     | 31 d'agost de 1978     |
| (10681) Khture         | 14 d'octubre de 1979   |
| (10718) Samus'         | 23 d'agost de 1985     |
| (10990) Okunev         | 28 de setembre de 1973 |
| (10991) Dulov          | 14 de setembre de 1974 |
| (11003) Andronov       | 14 d'octubre de 1979   |
| (11011) KIAM           | 22 d'octubre de 1981   |
| (11015) Romanenko      | 17 de setembre de 1982 |
| (11257) Rodionta       | 3 d'octubre de 1978    |
| (11264) Claudiomaccone | 16 d'octubre de 1979   |
| (11444) Peshekhonov    | 31 d'agost de 1978     |
| (11785) Migaic         | 2 de gener de 1973     |
| (11786) Bakhchivandji  | 19 d'agost de 1977     |
| (11787) Baumanka       | 19 d'agost de 1977     |
| (11788) Nauchnyj       | 21 d'agost de 1977     |
| (11790) Goode          | 1 de setembre de 1978  |

| (12185) Gasprinskij      | 24 de setembre de 1976 |
| (12187) Lenagoryunova    | 11 de setembre de 1977 |
| (12189) Dovgyj           | 5 de setembre de 1978  |
| (12670) Passargea        | 22 de setembre de 1979 |
| (12674) Rybalka          | 7 de setembre de 1980  |
| (12975) Efremov          | 28 de setembre de 1973 |
| (12976) Kalinenkov       | 26 d'agost de 1976     |
| (13005) Stankonyukhov    | 18 de setembre de 1982 |
| (13009) Voloshchuk       | 13 d'agost de 1985     |
| (13480) Potapov          | 9 d'agost de 1978      |
| (13482) Igorfedorov      | 25 abril de 1979       |
| (13906) Shunda           | 20 d'agost de 1977     |
| (13922) Kremenia         | 19 de setembre de 1985 |
| (14317) Antonov          | 8 d'agost de 1978      |
| (14322) Shakura          | 22 de desembre de 1978 |
| (14335) Alexosipov       | 3 de setembre de 1981  |
| (14346) Zhilyaev         | 23 d'agost de 1985     |
| (14794) Konetskiy        | 24 de setembre de 1976 |
| (15673) Chetaev          | 8 d'agost de 1978      |
| (15695) Fedorshpig       | 11 de setembre de 1985 |
| (16356) Univbalttech     | 1 abril de 1976        |
| (16358) Plesetsk         | 20 de desembre de 1976 |
| (16407) Oiunskij         | 19 de setembre de 1985 |
| (17354) Matrosov         | 13 de març de 1977     |
| (17356) Vityazev         | 9 d'agost de 1978      |
| (18301) Konyukhov        | 27 d'agost de 1979     |
| (19081) Mravinskij       | 22 de setembre de 1973 |
| (19082) Vikchernov       | 26 d'agost de 1976     |
| (19096) Leonfridman      | 14 d'octubre de 1979   |
| (19915) Bochkarev        | 14 de setembre de 1974 |
| (19916) Donbass          | 26 d'agost de 1976     |
| (20963) Pisarenko        | 19 d'agost de 1977     |
| (22249) Dvorets Pionerov | 11 de setembre de 1972 |
| (22254) Vladbarmin       | 3 d'octubre de 1978    |
| (23406) Kozlov           | 23 d'agost de 1977     |
| (23409) Derzhavin        | 31 d'agost de 1978     |
| (23410) Vikuznetsov      | 31 d'agost de 1978     |
| (24605) Tsykalyuk        | 8 de novembre de 1975  |
| (24607) Sevnatu          | 14 d'agost de 1977     |
| (24608) Alexveselkov     | 18 de setembre de 1977 |
| (24647) Maksimachev      | 23 d'agost de 1985     |
| (24648) Evpatoria        | 19 de setembre de 1985 |
| (24649) Balaklava        | 19 de setembre de 1985 |
| (26075) Levitsvet        | 8 d'agost de 1978      |
| (26793) Bolshoi          | 13 de gener de 1977    |
| (27658) Dmitrijbagalej   | 1 de setembre de 1978  |
| (29080) Astrocourier     | 1 de setembre de 1978  |
| (30722) Biblioran        | 6 de setembre de 1978  |

| (32734) Kryukov      | 1 de setembre de 1978  |
| (37530) Dancingangel | 11 de setembre de 1977 |
| (37556) Svyaztie     | 28 d'agost de 1982     |
| (39509) Kardashev    | 22 d'octubre de 1981   |
| (48410) Kolmogorov   | 23 d'agost de 1985     |
| (52231) Sitnik       | 5 de setembre de 1978  |
| (52263) 1985 QD6     | 24 d'agost de 1985     |
| (69259) Savostyanov  | 18 de setembre de 1982 |
| (73638) Likhanov     | 8 de novembre de 1975  |